# Glaucidium cuculoides
El mochuelo cuco  (Glaucidium cuculoides) es una especie de ave estrigiforme de la familia Strigidae. Es nativa del norte de Asia Meridional (centronorte y noreste de India, Nepal, Bután, Bangladés, ocasionalmente en el norte de Pakistán) y del sudeste asiático (Birmania, Tailandia, sur de China, Camboya, Laos, Vietnam). 
Está extintiguido en Hong Kong.
Se distinguen las siguientes subespecies reconocidas:
- Glaucidium cuculoides austerum Ripley, 1948
- Glaucidium cuculoides bruegeli (Parrot, 1908)
- Glaucidium cuculoides cuculoides (Vigors, 1831)
- Glaucidium cuculoides deignani Ripley, 1948
- Glaucidium cuculoides delacouri Ripley, 1948
- Glaucidium cuculoides persimile Hartert, 1910
- Glaucidium cuculoides rufescens E. C. S. Baker, 1926
- Glaucidium cuculoides whitelyi (Blyth, 1867)